# Wojewodyn
Wojewodyn (ukr. Воєводин) – wodospad na Ukrainie, w obwodzie zakarpackim, w rejonie pereczyńskim, 12 km od miejscowości Turja Polana. Ma 24 m wysokości.

## Geografia
Wodospad znajduje się w Karpatach, w rezerwacie przyrody Sokołowi Skeli, na potoku Wojewodyn, który rozpoczyna swój bieg na górze Połonina Równa (1497 m n.p.m.), płynie w głębokim wąwozie i wpada do rzeki Turja. Wodospad jest uznany jako hydrologiczny pomnik przyrody. Wysokość głównej kaskady wynosi ok. 6 m. Przez wodospad przechodzą szlaki turystyczne. W okolicy wodospadu bytują liczne ptaki, w tym rzadkie, jak sępy czy orły przednie.
Wodospad prawdopodobnie powstał w wyniku trzęsienia ziemi, podczas którego w skałach wąskiej doliny pojawiła się szczelina.